# John Arsenius
Johan Georg Arsenius, född 24 februari 1818 på Klämmestorp, Sandhems socken, Jönköpings län, Västergötland, död 30 maj 1903 i Uppsala, var en svensk militär, målare och tecknare. 
Han var en ivrig idrottsman och har huvudsakligen målat bilder med hästar, kavalleribilder, ridhästar och körhästar, men även många porträtt. 

## Biografi
John Arsenius far Samuel Arsenius var häradshövding i Vartofta och Frökinds härader; modern hette Antonette Silfversparre. Arsenius gick i Skara skola och Skara gymnasium och blev sedan student vid Uppsala universitet 1837, där han bland annat tillhörde juvenalkretsen kring Gunnar Wennerberg. Samma år blev han sergeant vid Livregementets husarer. Han avancerade där och blev slutligen överstelöjtnant 1868. 1849 började han studera på Konstakademin för Carl Wahlbom och gjorde 1852 en studieresa till Düsseldorf och Paris. I Paris studerade han Horace Vernets målningar och tillbringade de sista månaderna där i Höckerts ateljé. 1865 blev han agré vid Konstakademien. Han avgick från regementet 1878. 
Arsenius finns representerad vid bland annat Uppsala universitetsbibliotek, Örebro läns museum, Västergötlands museum, Nationalmuseum i Stockholm, Norrköpings Konstmuseum och Göteborgs konstmuseum, Karlsborgs fästningsmuseum, Nordiska museet, Postmuseum, Bohusläns museum,  Uppsala universitetsbibliotek, Göteborgs stadsmuseum och Helsingborgs museum.
Han var far till Georg Arsenius, Samuel Ferdinand Arsenius och Fredrik Arsenius.

## Bildgalleri

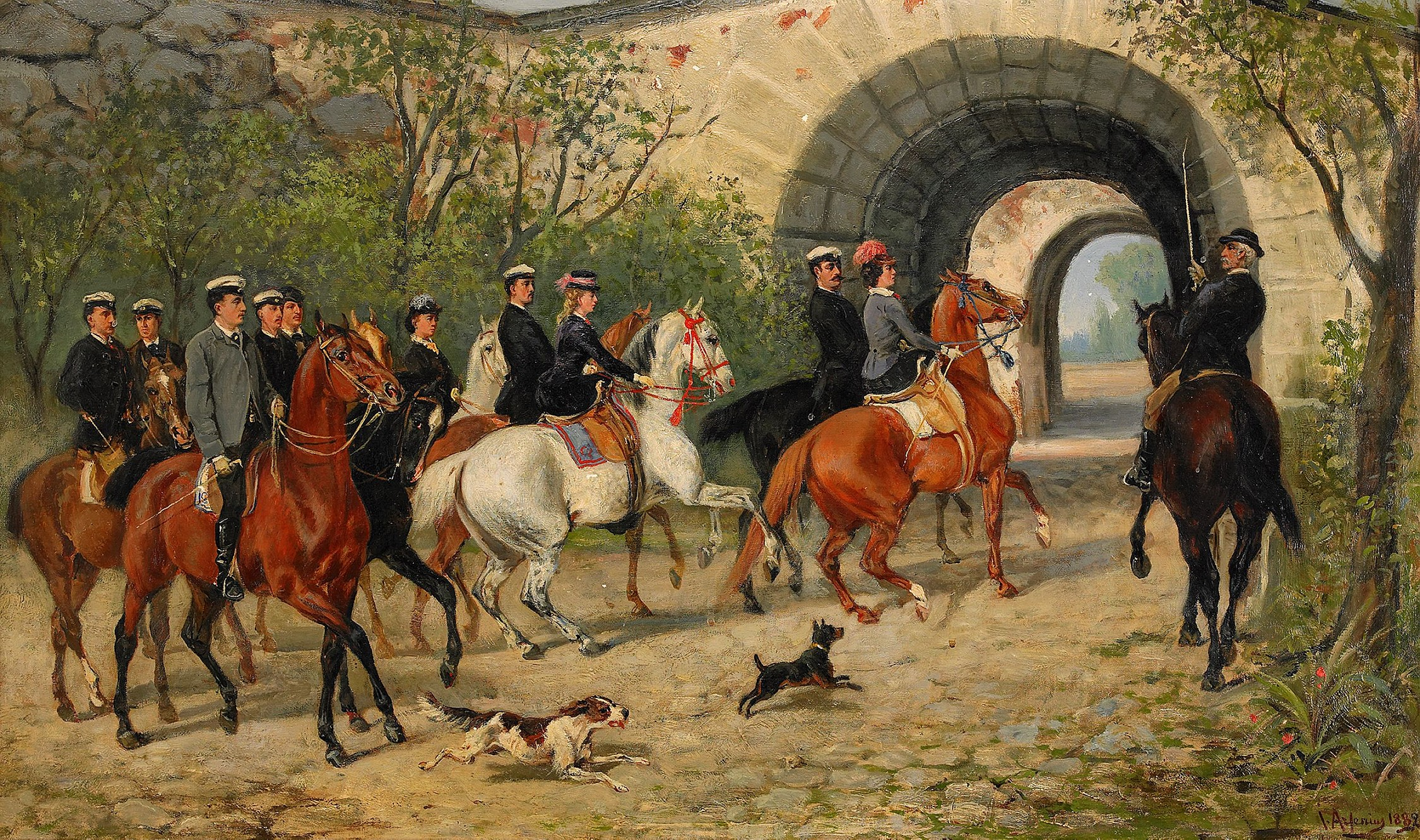
Ryttare vid Uppsala slott (1882)
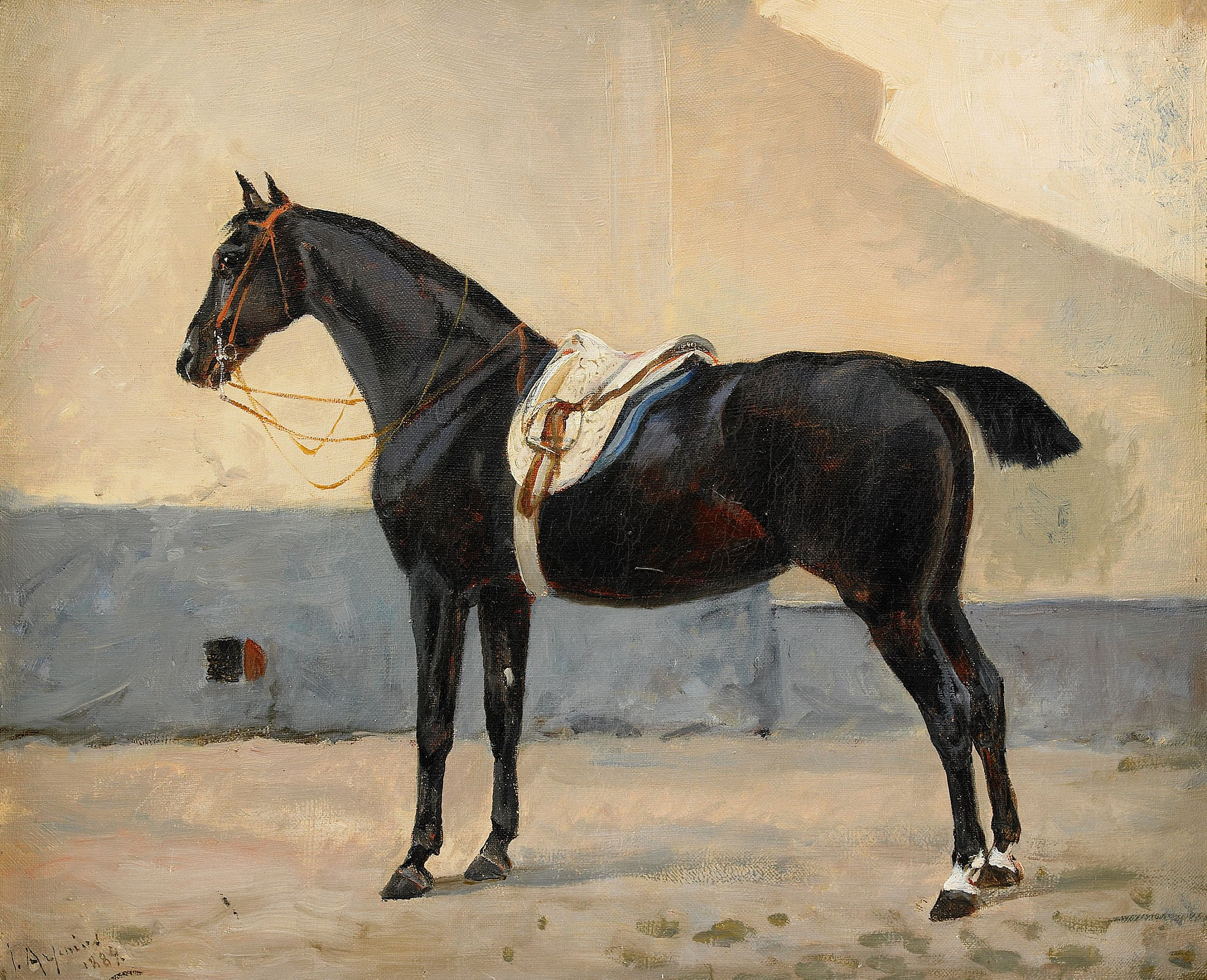
Hästporträtt (1884)